# 村上章
村上 章（むらかみ あきら、1956年 - ）は、日本の農学者、工学者。京都大学理事・副学長、京都大学名誉教授。専門は農業土木学、地盤工学。広島県廿日市市出身。

## 人物
学部では沢田敏男（元京都大学総長）、大学院では赤井浩一（元京都大学工学部長）の指導を受けた。地盤力学における数値解析、逆解析、データ同化の研究を行っている。

## 家族・親族
祖父は九州大学名誉教授（病理学）の小野興作。伯父は東京大学名誉教授（統計力学）・元群馬大学学長の小野周、福岡大学名誉教授（放射線医学）の小野庸、帯広畜産大学名誉教授（家畜病理学）の小野威。

## 略歴
- 1971年 岡山県立岡山朝日高等学校入学
- 1974年 大阪府立豊中高等学校卒業
- 1978年 京都大学農学部農業工学科卒業
- 1980年 京都大学大学院工学研究科修士課程土木工学専攻修了
- 1980年 - 1982年 兵庫県庁技術吏員
- 1982年 - 1994年 京都大学農学部助手
  - 1992年 京都大学後援会派遣によりコロラド大学ボルダー校客員研究員
- 1994年 - 1999年 京都大学大学院農学研究科助教授
- 1999年 - 2009年 岡山大学環境理工学部・大学院環境学研究科教授
- 2009年 - 京都大学大学院農学研究科教授
- 2016年 – 2018年 地盤工学会会長[2]
- 2017年 – 2019年 京都大学教育研究評議会評議員・大学院農学研究科副研究科長
- 2018年 – 2020年 農業農村工学会会長[3]
- 2019年 - 京都大学大学院農学研究科長・農学部長[4]
- 2020年 - 京都大学理事・副学長[5]
- 2023年 - 京都大学大学院総合生存学館長

## 業績
学位研究において、カルマンフィルタを用いた逆解析法「カルマンフィルタ有限要素法」を開発した。現在でいう「データ同化」の有力な手段の一つであるが、気象学などで提案されたのと同時期の独立した研究である。土木工学・農業農村工学の実務に用いられており、近年では神戸市と連携して、神戸空港人工島の長期にわたる沈下予測が行われている。そのほか、藤澤和謙（京都大学教授）、福元豊（長岡技術科学大学助教）らとともに、メッシュフリー法、個別要素法、Space-time有限要素法を始めとする地盤力学における数値解析法の高度化と実務利用を図っている。

## 受賞
- 1996年 土木学会論文賞[6]
- 2006年
  - 地盤工学会事業企画賞[7]
  - 地盤工学会功労章[7]
- 2007年 農業農村工学会沢田賞
- 2008年 地盤工学会研究業績賞[7]
- 2010年 農業農村工学会優秀論文賞
- 2011年
  - Excellent Contributions Award, International Association for Computer Methdos and Advances in Geomechanics
  - 地盤工学会論文賞[7]
- 2013年 地盤工学会論文賞[7]
- 2014年 Appreciation and Recognition Award, International Association for Computer Methdos and Advances in Geomechanics
- 2016年 地盤工学会事業企画賞[7]
- 2017年
  - 地盤工学会論文賞[7]
  - 日本工学アカデミー会員
- 2019年 
  - 地盤工学会論文賞[7]
  - 日本農学アカデミー会員
- 2021年 
  - 日本農業工学会賞
  - 土木学会応用力学功績賞
- 2022年
  - 日本農学賞および読売農学賞
  - 日本学士院賞
  - Senior Scientist Award, Asian Pacific Association for Computational Mechanics
  - 農業農村工学会学術賞

## 著作
- 有限要素法・境界要素法による逆問題解析 －カルマンフィルタと等価介在物法の応用－ 登坂宣好、堀宗朗、鈴木誠との共著 コロナ社 2002年 ISBN 978-4-33-905212-1
- 土木工学における逆問題入門　村上　章編、土木学会、丸善 2000年 ISBN 4-8106-0253-2

## 註
1. ↑  日本学士院賞授賞の決定について
2. ↑  地盤工学会のあゆみ
3. ↑  学会長からのご挨拶
4. ↑  研究科長・学部長挨拶
5. ↑  総長・理事 京都大学
6. ↑  公益社団法人土木学会論文賞受賞者一覧
7. 1 2 3 4 5 6 7 8  公益社団法人地盤工学会表彰関連